# I. e. 357
Évszázadok: i. e. 5. század – i. e. 4. század – i. e. 3. század
Évtizedek: i. e. 400-as évek – i. e. 390-es évek – i. e. 380-as évek – i. e. 370-es évek – i. e. 360-as évek – i. e. 350-es évek – i. e. 340-es évek – i. e. 330-as évek – i. e. 320-as évek – i. e. 310-es évek – i. e. 300-as évek
Évek: i. e. 362 – i. e. 361 – i. e. 360 – i. e. 359 –  i. e. 358 – i. e. 357 – i. e. 356 – i. e. 355 – i. e. 354 – i. e. 353 – i. e. 352

## Események

### Perzsa Birodalom
- Mauszólosz, Kária kormányzója elfoglalja Rodoszt.

### Görögország
- Az athéni Kharész az euboiai származású Kharidemosz segítségével elfoglalja a trákoktól a Kheroszonészosz-félszigetet.
- II. Philipposz makedón király hadvezére, Parmenion nagy győzelmet arat az illírek felett. Az északi határait biztosító Philipposz elfoglalja az athéniak által is követelt Amphipoliszt, így birtokába kerülnek a Pangaion-hegy aranybányái és támaszpontot nyer trákiai hadjáratai számára.
- Philipposz feleségül veszi az épeiroszi Molosszia királyának lányát, Olümpiaszt, így biztosítja nyugati határait.
- Megkezdődik a szövetséges-háború a második athéni liga és lázadó szövetségesei, Khiosz, Rodosz és Kósz (valamint a független Büzantion) között. A lázadókat támogatja Mauszólosz, Kária szatrapája is.
- Athén Kharészra és Khabriaszra bízza flottáját. Khabriasz a Khiosz szigete elleni támadásban vereséget szenved és maga is elesik a csatában.
- Kharész a Hellészpontoszhoz hajózik Büzantion ellen. Az ellenséges flotta feltűnésekor alvezérei, Timótheosz, Iphikratész és Menesztheosz nem hajlandóak támadni a viharos időjárás miatt. Kharész támad és számos hajóját elveszíti. Kharész bevádolja alvezéreit, de a bíróság csak Timótheoszt ítéli pénzbüntetésre.

### Itália
- A száműzött Dion (I. Dionüsziosz sógora) 1500 zsoldossal Szürakuszaiba hajózik és elragadja a várost II. Dionüsziosztól, aki Lokroiba menekül.
- Rómában consulok: Caius Martius Rutilus és Cnaeus Manlius Capitolinus Imperiosus

## Halálozások
- Khabriasz, athéni hadvezér

## Fordítás
- Ez a szócikk részben vagy egészben  a(z)   357 BC című angol Wikipédia-szócikk ezen változatának fordításán alapul.  Az eredeti cikk szerkesztőit annak laptörténete sorolja fel. Ez a jelzés csupán a megfogalmazás eredetét és a szerzői jogokat jelzi, nem szolgál a cikkben szereplő információk forrásmegjelöléseként.